# Ingelise Rune
Ingelise Rune (24. maj 1919 i København – 4. april 1965 i Paris, Frankrig) var en dansk jazzsangerinde. Hun debuterede i 1937 med Franksen-Trioen og sang i årene derefter både på München (spillested) og Kunstnerkælderen, sidstnævnte sted med bl.a. Børge Roger-Henrichsen.
Under krigen fik hun engagement i Bruno Henriksens og Kai Ewans' orkestre og sang i den periode også med sin mand Aksel Pedersens gruppe, men måtte flygte med ham til Sverige i 1944. Fra 1946 bosatte de sig i Frankrig, hvor Ingelise Rune levede frem til sin alt for tidlige død.